# Peter Burge
Pour les articles homonymes, voir Burge (homonymie) et Peter Burge (athlétisme).
Pas d'image ? Cliquez ici

a Compétitions nationales et continentales officielles uniquement.

b Matchs officiels uniquement.
Peter Harold Boyne Burge, né le 14 février 1884 à Penrith et mort le 15 juillet 1956 à Hurstville, était un joueur et un entraîneur de rugby à XIII australien évoluant au poste de deuxième ligne dans les années 1900 et 1910, il a également été joueur de rugby à XV.
D'abord joueur de rugby à XV sous les couleurs de South Sydney, il décide de changer de code de rugby pour passer au rugby à XIII en rejoignant les South Sydney Rabbitohs en 1910 puis Glebe. International australien de rugby à XV (trois test-matchs en 1907), il est également appelé en sélection d'Australien de rugby à XIII mais n'y dispute aucun test-match. Ensuite, il fait une expérience en tant qu'entraîneur en 1937 aux St. George Dragons.